# Kolanów

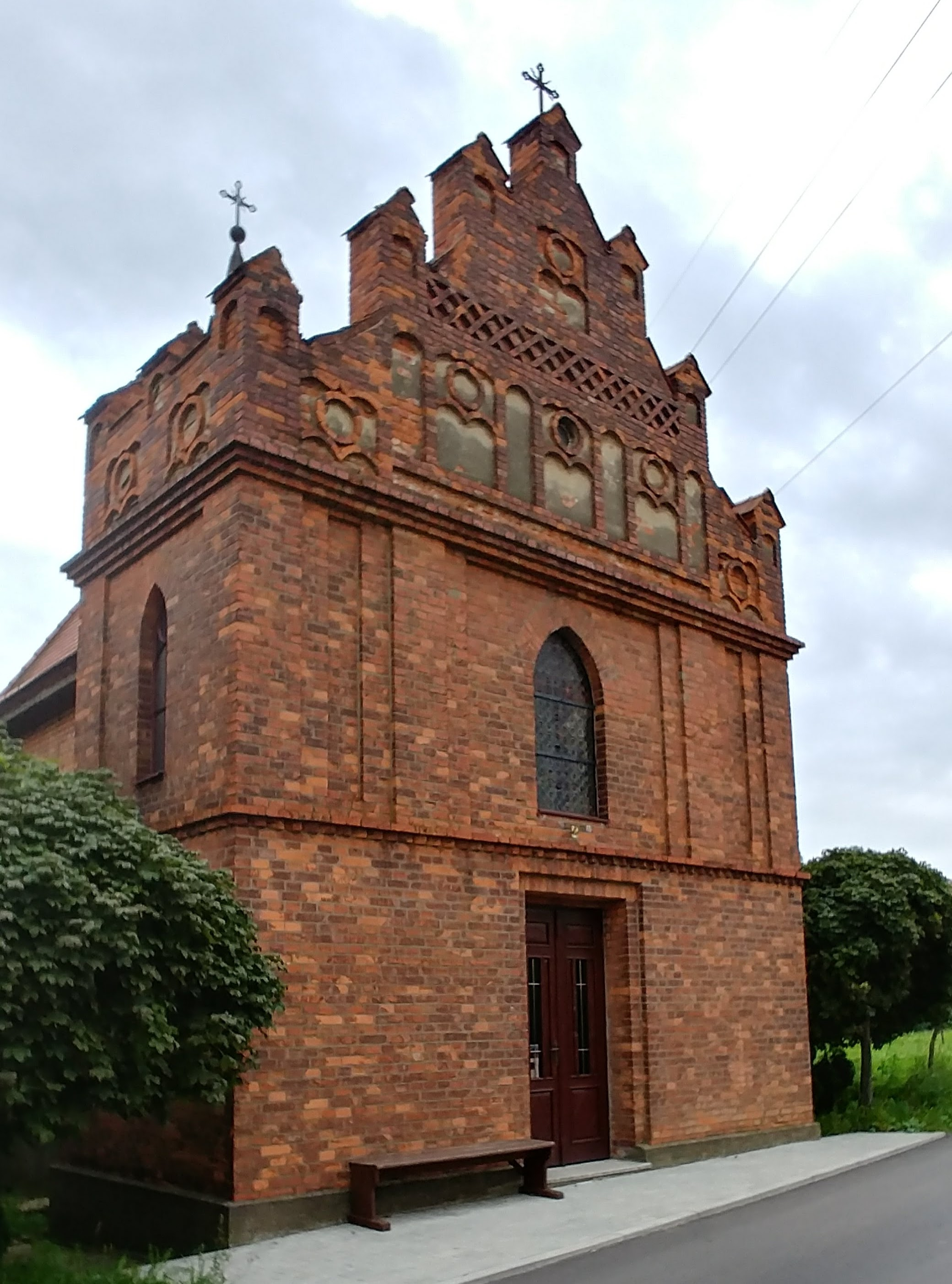
Kapliczka w Kolanowie

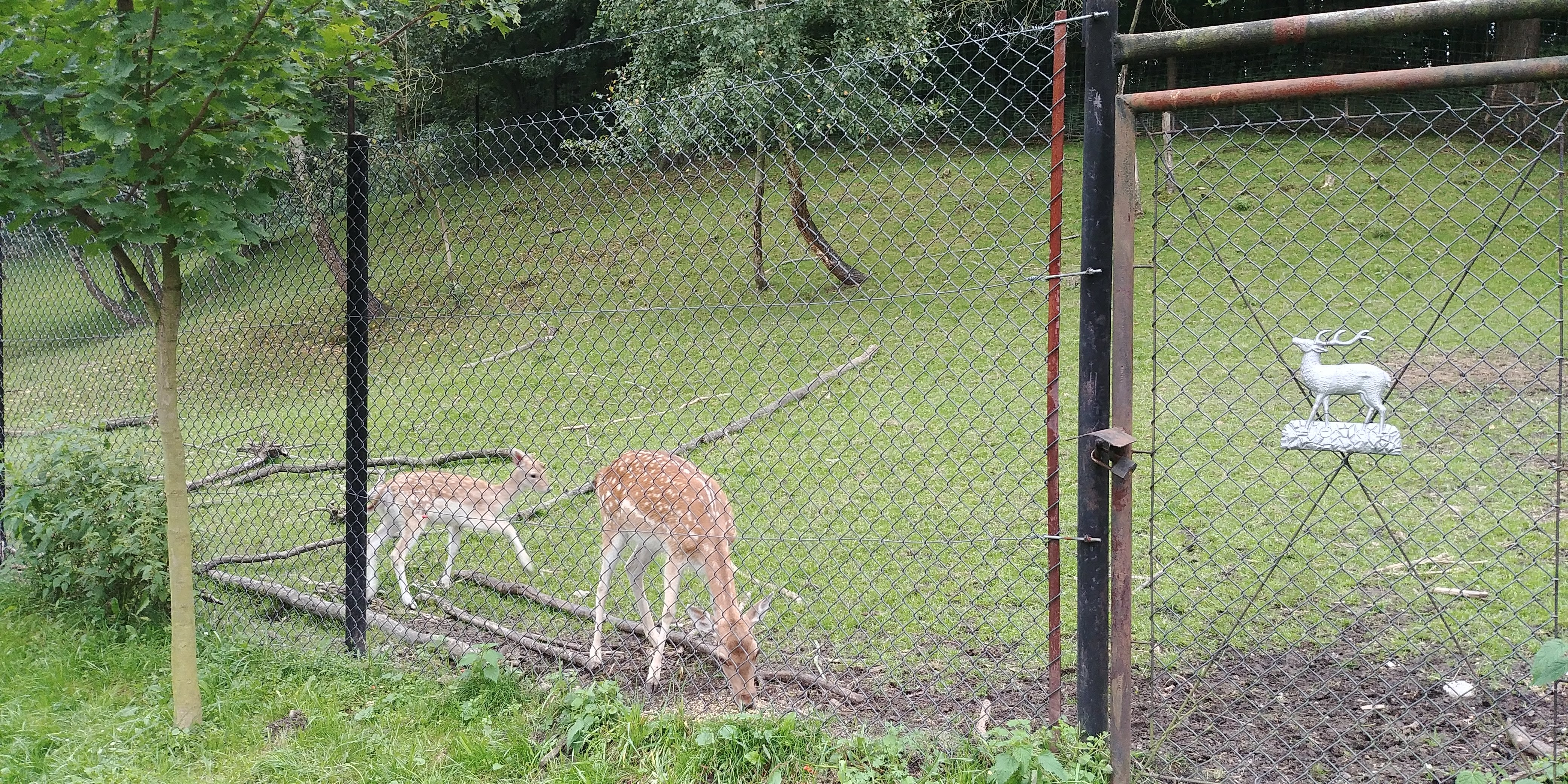
Hodowla Danieli

Kolanów – osiedle Bochni położone w południowo-zachodniej części miasta. Jest jedną z 14 jednostek pomocniczych Bochni.

## Położenie
Osiedle położone jest w południowo-zachodniej części miasta i sąsiaduje z:
- od północy: osiedlem Niepodległości, osiedlem Chodenice
- od południa: osiedlem Dołuszyce
- od wschodu: osiedlem Uzbornia
- od zachodu: Łapczycą.

## Historia
Do 1973 roku była to osobna wieś. Pierwsze wzmianki pochodzą z lat 1123-1125 i najprawdopodobniej dotyczą solanek, które się tu znajdowały. Miejscowością zarządzali wówczas benedyktyni z Tyńca.

## Charakterystyka
Dominują tutaj domy jednorodzinne. Znajduje się tu kapliczka p.w. Matki Bożej Różańcowej, która została wzniesiona w latach 1934-1935 przez mieszkańców Kolanowa. Neogotycki styl budowy nawiązuje do architektury BazylikiMieści się tutaj remiza OSP Kolanów i Kościół św. Pawła Apostoła.

## Przyroda
Na terenie osiedla ulokowany jest las kolanowski. W nim swój początek bierze potok Babica, który ma swoje ujście w Rabie. Na skraju lasu jest szkółka jazdy konnej i ośrodek hipoterapii. Znajduje się tu również hodowla danieli.

## Komunikacja
- węzeł drogowy z Drogą krajową nr  i
- przebiegają tędy linie busów kursujących z Krakowa